# Volkswagen Beetle
Volkswagen Beetle er en bilmodel fra Volkswagen, hvis retrodesign er rettet mod Volkswagen Type 1. Bilen er efterfølgeren for Volkswagen New Beetle.
Beetle findes i tre udstyrsvarianter, Beetle, Design og Sport. Motorprogrammet omfatter i Europa tre benzinmotorer, 1,2 TSI med 77 kW (105 hk), 1,4 TSI med 118 kW (160 hk) og 2,0 TSI med 147 kW (200 hk), såvel som to dieselmotorer, 1,6 TDI med 77 kW (105 hk) og 2,0 TDI med 103 kW (140 hk).